# آرش رصافی
آرش رصافی (زاده ۱۳۵۰در کرمانشاه) کارگردان و تدوین‌گر ایرانی است. وی فارغ‌التحصیل کارشناسی کارگردانی و کارشناسی ارشد ادبیات نمایشی است. رصافی مؤلف کتاب «رباعی سینما» (دربارهٔ فیلم‌نامهٔ کوتاه) است.

## فیلم‌شناسی
- غبار (۱۳۶۷).
- ورطه (۱۳۶۸).
- تولد یک فیلم‌ساز (۱۳۶۹).
- مرگ یک مترسک (۱۳۶۹).
- کانی کاو(۱۳۷۱).
- پرده سفید (۱۳۷۲).
- تلفن (۱۳۷۴).
- زمین (۱۳۷۵).
- صورتک‌ها (۱۳۸۳).
- مسافر (۱۳۸۲).
- چای قندپهلو (۱۳۸۳).
- بان لرزان (۱۳۸۷).

## تدوین
- رو به جایی دور.
- پشت‌پای پروانه‌ها.
- نوازشگر نور.
- اشکان، انگشتر متبرک و چند داستان دیگر